# Calendario gregoriano

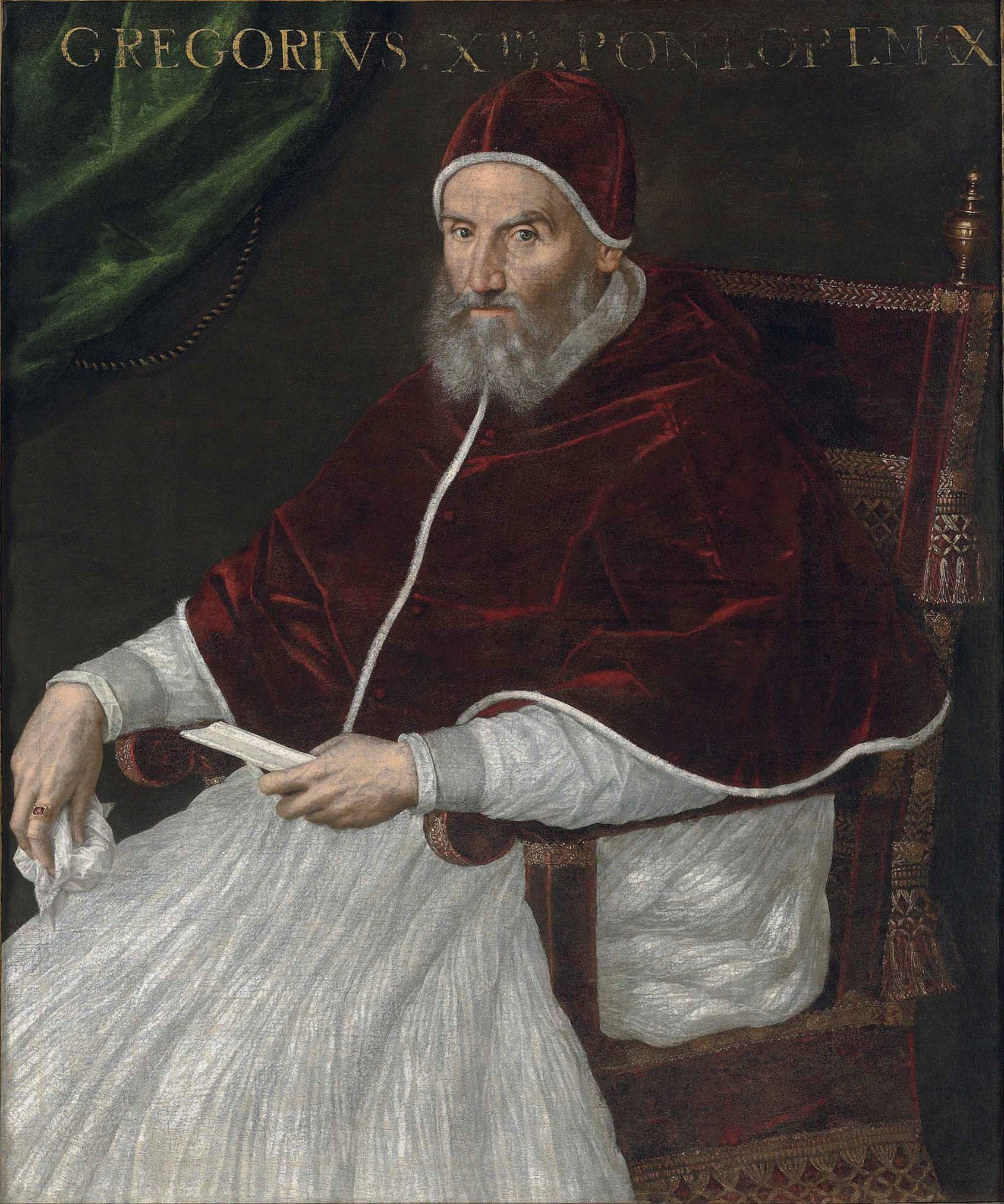
Gregorio XIII.

El calendario gregoriano es el modelo de calendario actualmente utilizado de manera oficial en casi todo el mundo, nombrado así por ser su promotor el papa Gregorio XIII. A partir de 1582, sustituyó gradualmente en distintos países al calendario juliano, utilizado desde que Julio César lo instaurara en el año 46 a. C. El calendario juliano era, básicamente, el calendario egipcio, el primer calendario solar conocido que estableció la duración del año en 365,25 días.
El calendario gregoriano se originó a partir de un primer estudio realizado en 1515 por científicos de la Universidad de Salamanca, y de un segundo en 1578. Del primero se hizo caso omiso y del segundo, finalmente, surgió el actual calendario mundial, aunque el mérito se atribuyó a otros personajes.
Los primeros países en adoptar el calendario actual fueron el imperio español y el portugués; después se adoptó por toda Europa, excepto el Reino de Gran Bretaña y sus colonias americanas, que no lo hicieron hasta 1752.

## Historia
La reforma gregoriana nace de la necesidad de llevar a la práctica uno de los acuerdos del Concilio de Trento, que era ajustar el calendario para eliminar el desfase producido desde el primer Concilio de Nicea, celebrado en 325, en el que se había fijado el momento astral en que debía celebrarse la Pascua y, en relación con esta, las demás fiestas religiosas móviles. Lo que importaba, pues, era la regularidad del calendario litúrgico, para lo cual era preciso introducir determinadas correcciones en el civil. En el fondo, se trataba de adecuar el calendario civil al año trópico. 
En el Concilio de Nicea se determinó que la Pascua debía conmemorarse el domingo siguiente al plenilunio posterior al equinoccio de primavera en el hemisferio norte (equinoccio de otoño en el hemisferio sur). Aquel año 325 el equinoccio había ocurrido el día 21 de marzo, pero con el paso del tiempo la fecha del acontecimiento se había ido adelantando hasta el punto de que en 1582, el desfase era ya de 10 días, y el equinoccio ese mismo año de 1582 se fechó  el 11 de marzo.
El desfase provenía de un inexacto cómputo del número de días con que cuenta el año trópico; según el calendario juliano que instituyó un año bisiesto cada cuatro, consideraba que el año trópico estaba constituido por 365,25 días, mientras que la cifra correcta es de 365,2422, o lo que es lo mismo, 365 días, 5 horas, 48 minutos y 45,10 segundos. Esos más de 11 minutos contados adicionalmente a cada año habían supuesto en los 1257 años que mediaban entre 325 y 1582 un error acumulado de aproximadamente 10 días.
Se constituyó la "Comisión del Calendario", en la que destacaron los astrónomos Cristóbal Clavio y Luis Lilio. Clavio, quien pertenecía a la orden jesuita, era un reputado matemático y astrónomo a quien Galileo Galilei requirió como aval científico de sus observaciones telescópicas. En cuanto a Lilio, sabemos que fue el principal autor de la reforma del calendario. Murió en 1576 sin ver culminado el proceso. En las Tablas alfonsíes, realizadas por iniciativa del monarca Alfonso X de Castilla, fue asignado al año-trópico un valor de 365 días 5 horas 49 minutos y 16 segundos el cual fue tomado como correcto por la Comisión del Calendario. Pedro Chacón, matemático español, redactó el Compendium con el dictamen de Lilio, apoyado por Clavio, y se aprueba la reforma el 14 de septiembre de 1580, para llevarla a la práctica en octubre de 1582.
Al jueves (juliano) 4 de octubre de 1582 le sucedió el viernes (gregoriano) 15 de octubre de 1582. Así, diez días desaparecieron debido a que ya se habían contado de más en el calendario juliano.
El calendario se adoptó inmediatamente en los países donde la Iglesia católica tenía influencia. Sin embargo, en países no católicos, como los protestantes, anglicanos, ortodoxos, y otros, este calendario no se implantó hasta varios años (o siglos) después, e incluso en algunos, se sigue llamando calendario juliano, para no reconocer la autoridad del papa de Roma en su implantación. A pesar de que en sus países el calendario gregoriano es el oficial, las iglesias ortodoxas (excepto la de Finlandia) siguen utilizando el calendario juliano (o modificaciones del mismo, diferentes al calendario gregoriano). Sin embargo, fuera del mantenimiento de un calendario eclesiástico diferente en algunos países, el calendario gregoriano es el que se considera como base para el establecimiento del año civil en todo el mundo, incluyendo los países con un año eclesiástico o religioso diferente al que se estableció en la reforma gregoriana del siglo XVI.

## Problemas en el calendario
El calendario gregoriano ajusta este desfase cambiando la regla general del bisiesto cada cuatro años, y hace que se exceptúen los años múltiplos de 100, excepción que a su vez tenía otra excepción, la de los años múltiplos de 400, que sí eran bisiestos. La nueva norma de los años bisiestos se formuló del siguiente modo: la duración básica del año es de 365 días; pero serán bisiestos (es decir tendrán 366 días) aquellos años divisibles por 4, exceptuando los múltiplos de 100 (1700, 1800, 1900..., que no serán bisiestos), de los que se exceptúan a su vez aquellos que también sean divisibles por 400 (1600, 2000, 2400..., que serán bisiestos). El calendario gregoriano ajusta a 365,2425 días la duración del año, lo que deja una diferencia de 0,0003 días al año de error, es decir, adelanta cerca de 1/2 minuto cada año (aprox. 26 s/año), lo que significa que se requiere el ajuste de un día cada 3323 años. Esta diferencia procede del hecho de que la traslación de la Tierra alrededor del Sol no coincide con una cantidad exacta de días de rotación de la Tierra alrededor de su eje. Cuando el centro de la Tierra ha recorrido una vuelta completa en torno al Sol y ha regresado a la misma «posición relativa» en que se encontraba el año anterior, se han completado 365 días y un poco menos de un cuarto de día (0,2422 para ser más exactos). Para hacer coincidir el año con un número entero de días se requieren ajustes periódicos cada cierta cantidad de años.
Sin embargo, intentar crear una regla para corregir este error de un día cada 3323 años es complejo. En tan largo tiempo la Tierra se desacelera en su velocidad de rotación (y también se desacelera el movimiento de traslación) y ello crea una nueva diferencia que es necesario ir corrigiendo. La Luna ejerce un efecto de retraso sobre esta velocidad de giro por la excentricidad creada por las mareas. La disminución de la velocidad de giro creada por esa excentricidad es similar a la que se produce cuando hacemos girar un frisbee poniéndole un poco de arena mojada en un lado del borde inferior: cuando el platillo se hace girar, su velocidad de giro es mucho menor a la que tiene cuando no existe tal excentricidad. Este efecto todavía se encuentra en análisis y medición por parte del mundo científico y adicionalmente existen otros efectos que complican definir reglas con tal precisión. Este error es solo de una parte por millón. Lo más práctico será que cuando la diferencia sea significativa, es decir, cuando llegue a ser de un día, se declare que el siguiente año bisiesto no lo sea. De todas maneras, quedan casi dos mil años de análisis y discusión antes de necesitar este ajuste.
Otro problema distinto, como ya se ha señalado, es la disminución de la velocidad de rotación terrestre (y también de la traslación terrestre), la cual se puede medir con gran precisión con un reloj atómico. Es un problema distinto porque no tiene que ver nada con el cálculo del calendario y, por lo tanto, con los ajustes que se le tengan que hacer al calendario. Más bien es al contrario: es el reloj atómico el que tiene que ajustarse a los movimientos de la Tierra, es decir, a la duración del día solar y del año terrestre. El reloj atómico mide un tiempo uniforme que, por lo tanto, no existe en la naturaleza, donde los movimientos del mundo físico son uniformemente variados.
Pese a ser el más utilizado, el calendario gregoriano presenta diversas deficiencias. La primera, ya señalada, es su diferencia con el año trópico, pero no es importante para efectos prácticos. De mayor importancia es la diferencia en la duración de los meses (28, 29, 30 o 31 días) y el hecho de que la semana, que es utilizada casi universalmente como unidad laboral de tiempo, no está integrada en los meses, de tal forma que el número de días laborables de un mes puede variar entre 24 y 27. Además en los países cristianos, el hecho de que la Pascua se rija por una regla lunisolar (según el concilio de Nicea tal festividad debe celebrarse el domingo siguiente a la primera luna llena posterior al equinoccio de primavera, fijado el 21 de marzo para el hemisferio norte) origina alteraciones en diversas actividades (por ejemplo en la educación, turismo, etc.).

## El día, la semana y el mes
| N.º | Nombre     | Días                       |
| --- | ---------- | -------------------------- |
| 1   | Enero      | 31                         |
| 2   | Febrero    | 28 (29 si es año bisiesto) |
| 3   | Marzo      | 31                         |
| 4   | Abril      | 30                         |
| 5   | Mayo       | 31                         |
| 6   | Junio      | 30                         |
| 7   | Julio      | 31                         |
| 8   | Agosto     | 31                         |
| 9   | Septiembre | 30                         |
| 10  | Octubre    | 31                         |
| 11  | Noviembre  | 30                         |
| 12  | Diciembre  | 31                         |

- Día: es la unidad fundamental de tiempo del calendario gregoriano. Un día equivale aproximadamente a 86 400 segundos del Tiempo Atómico Internacional (TAI).
- Semana: periodo de 7 días.
- Mes: cada uno de los doce períodos de tiempo, de entre 28 y 31 días, en que se divide el año. La duración de un mes fue establecida de forma que se intercalaran los meses de 30 y 31 días, con la excepción de febrero, que conservó su duración original de 28 días por motivos religiosos, a excepción de los años bisiestos, en los cuales el mes es de 29 días.

### Línea temporal
Año 1582
- Italia, Portugal, España (posesiones europeas y Canarias) y la zona católica de Polonia: después del jueves 4 de octubre de 1582 vino el viernes 15 de octubre.
- Francia, Lorena (Lorraine) y el valle del Misisipí (Estados Unidos): después del domingo 9 de diciembre de 1582 vino el lunes 20 de diciembre.
- Países Bajos (Brabante, Zelanda y el Staten Generaal): después del lunes 17 de diciembre de 1582 vino el martes 28 de diciembre.
- Bélgica (Limburgo y provincias del sur): después del jueves 20 de diciembre de 1582 vino el viernes 31 de diciembre.

Año 1583
- En los Países Bajos (Holanda, Flandes, Henao y algunas provincias del sur), el sábado 1 de enero de 1583 vino después del viernes 21 de diciembre de 1582, por lo cual no hubo festividades de Navidad, ni de Año nuevo.
- Alemania (zonas católicas): originalmente el lunes 21 de febrero de 1583 debía suceder al domingo 10 de febrero, pero el pueblo no hizo ningún caso. Luego se decidió que el domingo 16 de octubre de 1583 seguiría al sábado 5 de octubre.
- Austria (Tirol, Salzburgo y Brescia): el domingo 16 de octubre de 1583 siguió al sábado 5 de octubre.
- Austria (Carintia-Kärnten y Estiria-Steiermark): el domingo 25 de diciembre de 1583 seguiría al sábado 14 de diciembre.
- En las posesiones españolas en Asia y América, como el Virreinato de la Nueva España (Hoy México, Cuba y parte sur de EUA) en América del Norte y Central; la América del Sur española (Virreinato del Perú) y la Capitanía General de Filipinas), el sábado 15 de octubre de 1583 vino después del viernes 4 de octubre. Debido a la distancia con la metrópoli y la dificultad de llegar la orden de cambio a tiempo a todos los lugares en el año de 1582, el monarca español Felipe II, dictó una Pragmática el 14 de mayo de 1583, estableciendo ese año (1583) para el cambio de calendario en la Indias occidentales y orientales.[8][9]
- Países Bajos (Groninga): el lunes 21 de febrero de 1583 vino después del 10 de febrero. Retrocedieron al juliano en julio-agosto de 1594. Finalmente el miércoles 12 de enero de 1701 vino después del martes 31 de diciembre de 1700.

Año 1584
- Bohemia (Bohemia, Moravia y Lusacia): el martes 17 de enero de 1584 vino después del lunes 6 de enero.
- Suiza (cantones más católicos): el domingo 22 de enero vino después del 11 de enero.
- Silesia (Slask): el lunes 23 de enero vino después del domingo 12 de enero.

Año 1587
- Hungría: el domingo 1 de noviembre de 1587 vino después del sábado 21 de octubre.

Año 1590
- Transilvania (Siebenbürgen-Ardeal-Erdély): el martes 25 de diciembre de 1590 vino después del lunes 14 de diciembre.

Año 1605
- Canadá (Nueva Escocia): desde 1605 al 13 de octubre de 1710, usaron el calendario gregoriano. Después usaron el juliano desde el 2 de octubre de 1710 hasta el miércoles 2 de septiembre de 1752, que fue seguido por el jueves 14 de septiembre. Desde entonces usaron el gregoriano.

El resto de Canadá había estado utilizando el calendario gregoriano desde su implantación original.
Año 1610
- Alemania (Prusia): el jueves 2 de septiembre de 1610 vino después del miércoles 22 de agosto.

Año 1682
- Francia (Estrasburgo): en febrero de 1682.

Año 1700
- Alemania protestante, Dinamarca y Noruega: el lunes 1 de marzo de 1700 vino después del 18 de febrero.
- Países Bajos (Güeldres-Gelderland, zona protestante de Holanda): el lunes 12 de julio de 1700 vino después del 30 de junio.
- Países Bajos (Utrecht y Overijssel): el domingo 12 de diciembre de 1700 vino después del sábado 30 de noviembre.

Año 1701
- Países Bajos (Frisia y otra vez Groninga) y Suiza (Zúrich, Berna, Basilea, Schaffhausen, Ginebra, Mühlhausen y Biel): el miércoles 12 de enero de 1701 vino después del martes 31 de diciembre de 1700.
- Países Bajos (Drenthe): el jueves 12 de mayo de 1701 vino después del miércoles 30 de abril.

Año 1752
- Inglaterra y sus colonias (Terranova y la costa de la bahía de Hudson, en Canadá; litoral atlántico de Estados Unidos, Washington y Oregón; Escocia, Irlanda, India): el jueves 14 de septiembre de 1752 vino después del miércoles 2 de septiembre.

Esta es la causa por la que se dice que los escritores Miguel de Cervantes Saavedra y William Shakespeare murieron ambos el 23 de abril de 1616, en realidad este último murió 10 días después (el 3 de mayo del calendario europeo actual).
En Inglaterra, a los días en el calendario juliano que ocurrieron antes de la introducción del calendario gregoriano en 1752 se les llama OS (Old Style o 'estilo antiguo'). Las iniciales NS (New Style o 'estilo nuevo') indican el calendario gregoriano.
Año 1753
- Suecia y Finlandia (que cuando fue conquistada por Rusia tuvo que adoptar en cierto grado el calendario juliano): en el año 1700 se decidió cancelar los días bisiestos durante cuarenta años, lo que lograría acumular los 10 días que faltaban. Ese año se cumplió, pero no en los bisiestos 1704 y 1708 (no se sabe por qué). Por lo tanto en esa década sus fechas no coincidían con ningún otro país (ya sea que tuviera calendario gregoriano o juliano). Más tarde, en 1712 decidieron que volverían al calendario juliano agregando un día ("30 de febrero") al año bisiesto 1712. Cuarenta años después decidieron hacer el cambio drástico normal: el jueves 1 de marzo de 1753 vino después del miércoles 17 de febrero.

Año 1867
- Alaska: octubre de 1867, cuando se convirtió en una entidad federal de Estados Unidos.

Año 1873
- Japón: antes se usaba un calendario propio lunar.

Año 1875
- Egipto.

Año 1912 o 1929
- China: antes tenía un calendario propio lunar. Los autores no se ponen de acuerdo si el cambio se produjo en 1912 o en 1929. Hasta hace pocos años en Hong Kong el pueblo utilizaba el calendario lunar (que es muy difícil de traducir al calendario gregoriano, el cual es estrictamente solar).
- Albania: diciembre de 1912.

Año 1914 o 1926
- Turquía: hasta el 1 de enero de 1914 (según otros autores hasta 1926 por las reformas occidentales de Mustafa Kemal Atatürk) Turquía funcionó con el calendario islámico.

Año 1916
- Bulgaria: el 14 de abril de 1916 vino después del 31 de marzo.

Año 1918
- Rusia y Estonia: el jueves 14 de febrero de 1918 vino después del miércoles 31 de enero. Otras zonas orientales de la Unión Soviética lo cambiaron dos años después.

Año 1919
- Rumania: el lunes 14 de abril de 1919 vino después del domingo 31 de marzo.
- Yugoslavia.

Año 1923
- Grecia: el jueves 1 de marzo de 1923 vino después del 15 de febrero.

## Duración del año gregoriano
El calendario gregoriano distingue entre:
- Año común: el de 365 días
- Año bisiesto: el de 366 días
- Año secular: el terminado en "00" —múltiplo de 100—

Es año bisiesto el que sea múltiplo de 4, con excepción de los años seculares. Respecto a estos, es bisiesto el año secular múltiplo de 400.
De esta manera, el calendario gregoriano se compone de ciclos de 400 años:
- En 400 años hay (400/4)-4 seculares = 96 años bisiestos
- De los 4 años seculares, solo uno es bisiesto (múltiplo de 400)
- En el ciclo de los 400 años tenemos 96 + 1 = 97 años bisiestos, y 400 – 97 = 303 años comunes

Haciendo el cómputo en días:
- 97 × 366 días = 35 502 días
- 303 × 365 = 110 595 días

Esto hace un total de 146 097 días en los 400 años, de modo que la duración media del año gregoriano es de 365,2425 días.
En los 400 años del ciclo del calendario gregoriano, estos 146 097 días, que son 20.871 × 7 días, hay un número entero de semanas 20 871, de tal modo que en cada ciclo de 400 años no solo se repite exactamente el ciclo de años comunes y bisiestos, sino que el ciclo semanal también es exacto, esta congruencia da lugar a que tomando un grupo de 400 años seguidos, el siguiente ciclo de 400 años es exactamente igual.
La primera semana del año, la número 1, es la que contiene el primer jueves de enero.
Las semanas de un año van de la 1 a la 52, salvo que el año termine en jueves, o bien en jueves o viernes si es bisiesto, en cuyo caso se añade una semana más: la 53.
- Mes: periodo de 30 o 31 días, salvo para febrero que tiene 28 días en un año común, y 29 días en un año bisiesto.

La nemotecnia de los nudillos

Una regla nemotécnica consiste en cerrar los dos puños y juntarlos con los nudillos hacia arriba. Los nudillos sobresalientes representarán a los meses de 31 días, y los huecos entre nudillos los meses de menos de 31 días. El primer nudillo (el del dedo meñique) representa a enero (y por ser sobresaliente equivale a 31 días). El hueco próximo (entre los nudillos del meñique y del dedo anular) representa a febrero (y por ser hueco tiene menos de 31 días, en este caso 29 o 28 días). El segundo nudillo (del dedo anular) representa a marzo (y por ser sobresaliente equivale a 31 días) y así sucesivamente hasta llegar a julio, representado por el nudillo del dedo índice (que por ser sobresaliente equivale a 31 días). Luego se pasa a la otra mano y se cuenta desde el nudillo del dedo índice, que al igual que el anterior representará a agosto (y por ser sobresaliente equivaldrá a 31 días). Se continúa la cuenta hasta llegar a diciembre, representado por el nudillo del dedo anular (que por ser sobresaliente dice que diciembre tiene 31 días).
Otra manera de visualizar la anterior nemotécnica es como sigue: con el puño cerrado de cualquier mano, pose su dedo índice de la otra mano en el nudillo del dedo índice de su puño; ese nudillo indica el mes de enero. Desplace su dedo índice al intersticio entre los nudillos del dedo índice y medio de su puño, ese intersticio representa a febrero, desplace su índice al siguiente nudillo (dedo medio) "marzo" y así sucesivamente considerando cada nudillo e intersticio hasta llegar al nudillo del meñique que representa a julio, una vez aquí vuelva a llevar su índice al nudillo del dedo índice del puño que ahora indicará el mes de agosto y siga la cuenta nuevamente hasta el nudillo anular que será diciembre. Cada mes caído en nudillo es de 31 días y cada mes caído en intersticio es de 30 días a excepción de febrero.

## Origen de la Era Cristiana
Los romanos contaron el tiempo con diferentes cómputos. Uno de ellos consistió en empezar a contar a partir del año de la fundación de Roma, es decir, ab urbe condita, abreviadamente a.u.c. Otra modalidad fue el sistema consular. Además, están las llamadas eras provinciales, como la Era de Diocleciano, la Era cesarea de Antioquía o la Era hispánica que empezaba el 38 antes de Cristo.
La llamada era cristiana surgió en 607, durante el pontificado de Bonifacio IV, y aquí el inicio de la escala pasó a ser la fecha del nacimiento de Cristo, que al principio no se conocía con exactitud. Un monje rumano, Dionisio el Exiguo, matemático, basándose en la Biblia y otras fuentes históricas, entre los años 526 y 530, había fechado el nacimiento de Cristo el día 25 de diciembre del año 753 a.u.c.. El año siguiente 754 a.u.c. pasó a ser el año 1 A.D., Anno Domini, año 1 del Señor, pero los años anteriores siguieron contándose como años a.u.c. Finalmente en el siglo XVII se comenzaron a contar los años anteriores al 1 A.D. como años antes de Cristo, a. C., y los posteriores son años después de Cristo, d. C.. Como curiosidad, en la actualidad hay consenso en situar el nacimiento de Cristo de cinco a siete años antes de la fecha fijada por el Exiguo; pero faltan datos para proponer ninguna fecha nueva exacta y, de todos modos, no es realista pensar siquiera en corregir el error.
Cuando comenzó la cuenta de la era cristiana no existía el concepto matemático de cero, y los años se contaban ordinalmente (esto es: primer año, segundo, etc.). El inicio del calendario gregoriano es, pues el 1 de enero del primer año (año 1 d. C.), que da comienzo a la primera década, el primer siglo (s. I) y el primer milenio. El primer año antes de Cristo (año 1 a. C.) corresponde al mismo año 753 a.u.c. (puesto que Cristo nació casi al final, el 25 de diciembre). Así pues, no hay año 0. Establecido así el origen del calendario, el primer milenio (primeros 1000 años) transcurrió entre el 1 de enero del año 1 y el 31 de diciembre del año 1000. De la misma forma, el primer siglo transcurrió entre el 1 de enero del año 1 y el 31 de diciembre del año 100.

## Precisión
El calendario gregoriano, al saltarse tres días bisiestos cada 400 años, mejora la aproximación hecha por el calendario juliano, dando un año promedio de 365,2425 días solares medios. Esta aproximación tiene un error de aproximadamente un día cada 3030 años con respecto al valor actual del año tropical medio. Sin embargo, debido a la precesión de los equinoccios, que no es constante, y al movimiento del perihelio (que afecta a la velocidad orbital de la Tierra) el error con respecto al equinoccio vernal astronómico es variable; si se considera un intervalo promedio aproximado entre equinoccios de primavera con una duración de 365,24237 días en ciclos de 2000 años, esto implica un error cercano a 1 día cada 7700 años. En cualquier caso, el calendario gregoriano es sustancialmente más preciso que el calendario juliano (que con un año promedio de 365,25 días, incurre en 1 día de error cada 128 años).
En el siglo XIX, Sir John Herschel propuso una modificación al calendario gregoriano con 969 días bisiestos cada 4000 años, en lugar de los 970 días bisiestos que el calendario gregoriano insertaría en el mismo período. Esto reduciría el año promedio a 365,24225 días. La propuesta de Herschel haría el año 4000, y sus múltiplos, comunes en lugar de bisiestos. Si bien esta modificación se ha propuesto ya varias veces, nunca se ha adoptado oficialmente.
En escalas de tiempo de miles de años, el calendario gregoriano se atrasa respecto a las estaciones astronómicas debido a la ralentización de la rotación de la Tierra, que hace cada día un poco más largo con el paso del tiempo (ver aceleración de las mareas y segundo intercalar), mientras que el año mantiene una duración más uniforme.

### Error estacional del calendario
La imagen muestra la diferencia entre el calendario gregoriano y las estaciones astronómicas.
El eje vertical es la fecha en junio y el eje horizontal son los años en el calendario gregoriano.
Cada punto es la fecha y la hora del solsticio de junio de ese año en particular. El error se desplaza alrededor de un cuarto de día por año. Las centurias son años ordinarios, a menos que sean divisibles por 400, en cuyo caso se incluirán en los años bisiestos. Esto provoca una corrección en los años 1700, 1800, 1900, 2100, 2200 y 2300.
Por ejemplo, estas correcciones causan que el 23 de diciembre de 1903 fuese el solsticio más tardío en un mes de diciembre, mientras que el 20 de diciembre de 2096 sea el solsticio de diciembre más temprano, con -2,25 días de diferencia con respecto a la fecha teórica del acontecimiento estacional.

## Norma ISO
Norma ISO 8601 para la escritura de fechas y horas.
- Fecha: es el año, mes y día, escritos en ese orden, separados por un guion o no. El año constará de 4 cifras, y el mes y día de dos cifras cada uno -pudiendo ser la primera un cero-. Por ejemplo, el 4 de noviembre de 2007 se escribirá como 20071104 o bien 2007-11-04.
- Fecha de la semana: alternativa a la anterior, añade el número correspondiente a la semana precedido de la letra W -inicial de week, semana, en inglés-. Así, 2005-W07-5 indica el quinto día de la séptima semana de 2005.
- Hora: dos cifras para las horas, minutos y segundos, en ese orden, siendo la medianoche las 00:00:00. La escala horaria va de 0 a 24 horas. Así, las cinco y cuarto de la tarde serán las 17:15:00.
- Fecha y hora: se indican la fecha y la hora tal como se explicó anteriormente, separándolas por una T -inicial de time, tiempo u hora, en inglés-. Por ejemplo: las dos y media de la madrugada del 30 de diciembre de 2005 se indica: 2005-12-30T02:30:00.

Además, la Real Academia Española recomienda la escritura de fechas en los siguientes términos: se escribirá 30 de diciembre de 2005, o bien 30 de diciembre del año 2005, aunque esta recomendación no implica que se considere incorrecto utilizar el artículo en estos casos: 30 de diciembre del 2005. Evidentemente, en este último caso, el término año se encuentra sobreentendido.